# Reinheitsgebot
Als Reinheitsgebot wird in Deutschland seit dem 20. Jahrhundert die Vorstellung bezeichnet, dass Bier nur aus Hopfen, Malz, Hefe und Wasser hergestellt werden soll. Dabei wird auf verschiedene, zum Teil jahrhundertealte, Regelungen und Vorschriften Bezug genommen. Dies wird bis zum heutigen Tag teilweise als deutsches Kulturgut wahrgenommen und dahingehend vermarktet.

## Geschichte
Die erste Erwähnung der Bezeichnung „Reinheitsgebot“ ist in einem Sitzungsprotokoll des bayerischen Landtags vom 4. März 1918 belegt. Der Abgeordnete und zugleich Leiter der Buchstelle bei der Akademie für Landwirtschaft und Brauerei Weihenstephan Hans Rauch hob bereits damals eine Vorschrift von 1516 als Tradition hervor. Laut dem Leiter des Bayerischen Hauptstaatsarchivs Erich Stahleder wurde der Vorschrift mit der neuen Bezeichnung „Reinheitsgebot“ bewusst eine neue Aufgabe übertragen, „die des Promotors in einer zunehmend von der Werbung abhängigen Branche“. Die Bezeichnung setzte sich jedoch erst allmählich durch, außerhalb Bayerns erst während des Streits um das sogenannte „Süßbier“ in den 1950er Jahren. Sowohl bayerische als auch außerbayerische Zeitungen berichteten häufig sehr emotional über eine Reihe von gerichtlichen Auseinandersetzungen aufgrund steigender Importe zuckerhaltiger Biere aus anderen Bundesländern nach Bayern. In Bayern war der Zusatz von Zucker bei der Herstellung von Bier nicht zugelassen. Unter Berufung auf ein „bayerisches Reinheitsgebot“ erreichte schließlich der Bayerische Brauerbund in Zusammenarbeit mit der bayerischen Staatsregierung, dass zuckerhaltiges Bier nicht mehr unter der Bezeichnung Bier nach Bayern importiert werden durfte.
Zunächst wurde noch ausschließlich von einem „bayerischen Reinheitsgebot“ gesprochen. Dies änderte sich mit Bestrebungen der Europäischen Wirtschaftsgemeinschaft in den 1960er Jahren zur Harmonisierung des Rechts zur Bierherstellung. Der Deutsche Brauer-Bund wehrte sich gemeinsam mit Vertretern der deutschen Regierung gegen eine Importerlaubnis für Biere aus anderen Mitgliedstaaten der Europäischen Wirtschaftsgemeinschaft unter Berufung auf ein „deutsches Reinheitsgebot“. Vor allem in den 1980er Jahren wurde dieses durch ein umfangreiches Aktionsprogramm der Brauwirtschaft und die mediale Berichterstattung beworben und ausländische Biere als „Chemiebier“ gebrandmarkt.
Seit 1995 findet jährlich am 23. April ein sogenannter Tag des Deutschen Bieres statt, mit dem die deutsche Brauwirtschaft an das Reinheitsgebot erinnern möchte. Dieses Datum wurde gewählt, da am 23. April 1516 für das Herzogtum Bayern eine neue Landesordnung erlassen wurde, die eine Textpassage enthält, auf die sich zumeist bezogen wird, wenn von einem Reinheitsgebot die Rede ist:

„Wir wollen auch sonderlichen, das füran allenthalben in unnsern Steten, Märckten und auf dem Lannde, zu kainem Pier merer Stückh, dann allain Gersten, Hopffen unnd Wasser, genommen und gepraucht sollen werden.“

Inzwischen wird jedoch auch häufig auf andere historische Verordnungen Bezug genommen, um eine lange Tradition des Reinheitsgebots zu betonen. Dabei werden zum Teil auch weitere Wortverbindungen verwendet wie „Münchner Reinheitsgebot“ oder „Weißenseer Reinheitsgebot“.

## Brauordnungen

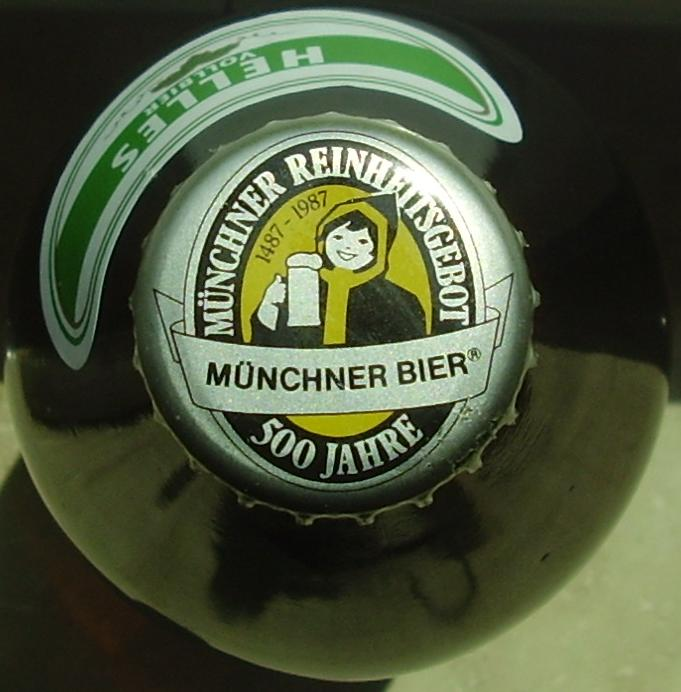
Kronkorkenaufdruck auf einer Flasche Augustiner Hell: „500 Jahre Münchner Reinheitsgebot (seit 1487)“

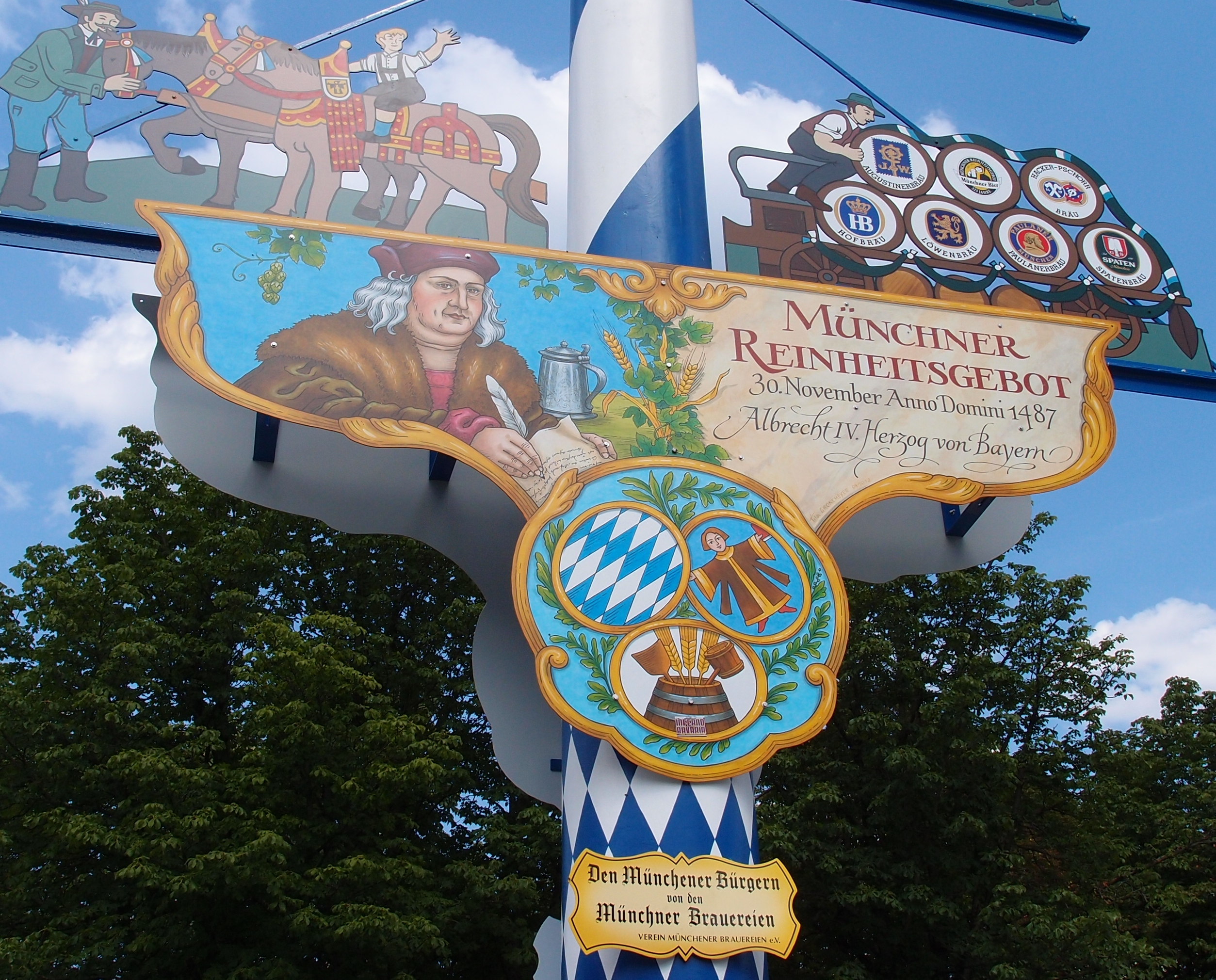
Erinnerung an den Erlass von Herzog Albrecht IV. am 30. November 1487; Viktualienmarkt in München

Brauordnungen waren im Mittelalter weit verbreitet und wurden von Stadträten, Zünften oder Landesherren erlassen. Viele sind nicht mehr erhalten. Folgende chronologische Aufzählung enthält nur Regelungen, die aus heutiger Sicht im Sinne des Reinheitsgebots interpretiert werden. Die meisten mittelalterlichen und frühneuzeitlichen Brauordnungen entsprachen jedoch nicht der heutigen Vorstellung des Reinheitsgebots.

### Augsburg
Als Friedrich Barbarossa am 21. Juni 1156 der Stadt Augsburg das Stadtrecht verlieh, fand in der Rechtsverordnung auch die Bierqualität Erwähnung. So heißt es in einem Paragraphen der Justitia Civitatis Augustensi, des ältesten deutschen Stadtrechts überhaupt: „Wenn ein Bierschenker schlechtes Bier macht oder ungerechtes Maß gibt, soll er gestraft werden…“

### Nürnberg
Der Nürnberger Stadtrat erließ 1303 aufgrund einer Hungersnot, dass zum Bierbrauen nur Gerste und kein anderes Getreide verwendet werden darf, da dieses vor allem zum Brotbacken benötigt wurde. Dieses Gerstengebot wurde in späteren Ratserlassen mehrfach bekräftigt und führte gegen Ende des 15. Jahrhunderts zu einer strengen Regulierung des Brauwesens in Bezug auf Rezepturen, Brautechniken sowie der Preisgestaltung, die auch mit einem Eid beschworen werden mussten. 1579 wurde mit dem sogenannten „Realrecht“, auch aus Feuerschutzgründen, festgelegt, in welchen Häusern das Brauen erlaubt war. Gegen Ende des 16. Jahrhunderts gab es in der Stadt somit 42 offizielle Braustätten bei rund 40.000 Einwohnern. Ein von der Stadt beauftragter „Bierkieser“ überprüfte die Lagerzeit und weitere Qualitätskriterien des Brauprozesses. Wurden diese nicht eingehalten, führte ein „Peinlein“, ein Gehilfe des Henkers, eine öffentlichkeitswirksame Strafaktion durch. So ist aus dem Jahr 1627 ein letztmaliges öffentliches Ausschütten von betroffenen Bierfässern in die Pegnitz überliefert. Auch auf Grund der wichtigen Einnahmen durch die Getränkesteuer wurde bereits früh die Einfuhr auswärtiger Biere untersagt und 1672 ein eigenes städtisches Weizenbrauhaus zur Stärkung der Monopolstellung eingerichtet. Diese eigene städtische Brauordnung hatte Bestand bis zum Ende der Reichsherrlichkeit Nürnbergs und der damit verbundenen Einführung der Gewerbefreiheit im Jahr 1806.

### Eichstätt
Am 25. November 1319 wurde von Philipp von Rathsamhausen, dem damaligen Fürstbischof des Hochstifts Eichstätt, ein Gesetz erlassen, das nur Gerste, Hopfen und Wasser zum Bierbrauen erlaubt.

### Weimar
Eine Verordnung der Stadt Weimar aus dem Jahr 1348 besagt unter anderem, dass kein Brauer etwas anderes als Malz und Hopfen zu seinem Bier tun soll.

### Rheinland
In einigen Städten, insbesondere im Rheinland, war Hopfen im 14. Jahrhundert als Bierzusatz noch verboten. So verbot 1381 der Erzbischof von Köln, der das Monopol auf Grut besaß, das Brauen und die Einfuhr von Hopfenbier.

### München
Im Jahre 1363 wurde in München zwölf Stadträten die Bieraufsicht übertragen, und 1447 wurde vom Stadtrat verordnet, dass die Brauer der Stadt allein Gerste, Hopfen und Wasser zur Bierherstellung verwenden dürfen, also dieselben Inhaltsstoffe, die später auch in der bayerischen Landesordnung von 1516 erwähnt werden. Am 30. November 1487 erließ dann Herzog Albrecht IV. eine Norm gleichen Inhalts zunächst für München, die später auf Oberbayern ausgedehnt wurde. Neben Preisfestsetzung und Festlegung der erlaubten Zutaten enthielt das Gesetz auch die Verordnung, dass das Bier beschaut werden musste. Dieser Erlass Albrechts wurde später, ab den 1980er Jahren, von den Münchner Brauereien als „Münchner Reinheitsgebot“ bezeichnet.

### Weißensee (Thüringen)
Im Wirtshausgesetz der Stadt Weißensee (Thüringen), der Statuta thaberna (1434), sind „mannigfaltige Gesetze“ über das „Benehmen in Wirtshäusern“ und das Brauen von Bier enthalten. Die Bestandteile für das Bierbrauen wurden darin auf Wasser, Malz und Hopfen eingeschränkt.

### Regensburg
Im Jahre 1469 verordnete der Stadtrat in Regensburg, dass nur Gerstenmalz, Hopfen und Wasser zum Bierbrauen verwendet werden darf.

### Bamberg
Am 12. Oktober 1489 erneuerte Fürstbischof Heinrich III. mit der Bamberger Umgeldordnung die Steuergesetzgebung und bestimmte für Bier beim Brauen und Sieden nichts anderes als Malz, Hopfen und Wasser zu nehmen („in sollichem Biere in Breven und im Syeden nichts mere dann maltz, hopffen und wasser nehmen und brauchen“).

### Landshut
Im Jahre 1493 erließ Herzog Georg der Reiche für das Herzogtum Bayern-Landshut die Vorschrift, dass die Brauer nur Malz, Hopfen und Wasser verwenden durften – „bei Vermeidung von Strafe an Leib und Gut“.

## Die Bayerische Landesordnung von 1516

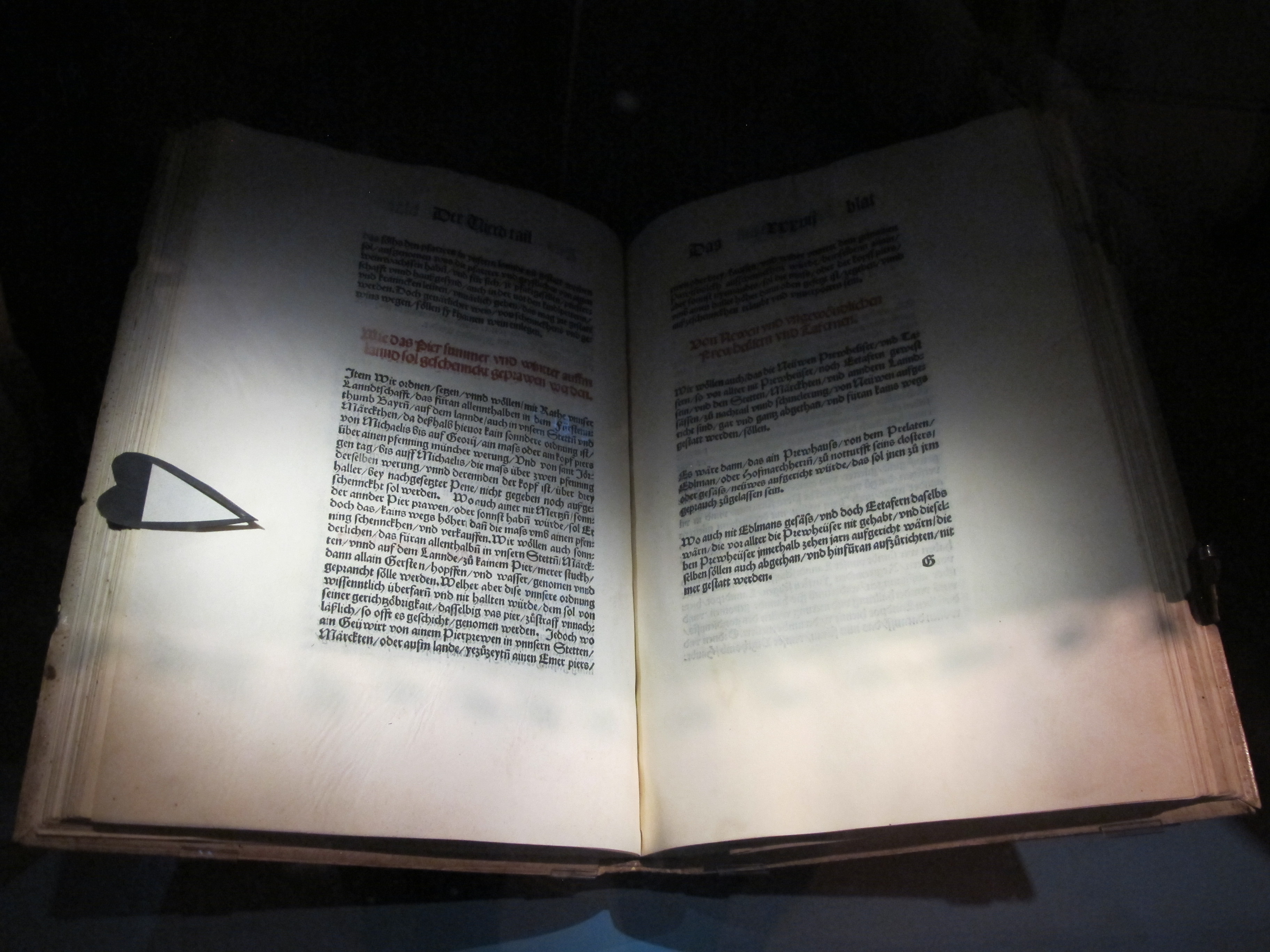
Bayerische Landesausstellung 2016

Nach dem Landshuter Erbfolgekrieg und der Wiedervereinigung der bayerischen Teilherzogtümer mussten auch die bis dahin unterschiedlichen bayerischen Landrechte harmonisiert werden. Die von Leonhard von Eck verfasste neue Landesordnung wurde am 23. April 1516 durch die bayerischen Herzöge Wilhelm IV. und Ludwig X. in Ingolstadt erlassen. Die Tatsache, dass in dieser neuen harmonisierten Verordnung von Gerste und nicht von Malz die Rede ist, weist darauf hin, dass die Söhne von Herzog Albrecht IV. auf das „Münchner Reinheitsgebot“ ihres Vaters und nicht auf das spätere „Landshuter Reinheitsgebot“ Bezug genommen und dieses insoweit auf ganz Bayern erweitert haben. Die darin enthaltene und als „Bayerisches Reinheitsgebot“ bezeichnete Textpassage regulierte einerseits die Preise, andererseits die Inhaltsstoffe des Bieres:

„Item wir ordnen / setzen / und wöllen mit Rathe unnser Lanndtschaft / das füran allennthalben in dem Fürstenthumb Bayren / auf dem Lannde / auch in unnsern Stetten und Märckthen / da deßhalb hieuor kain sonndere Ordnung ist / von Michaelis bis auff Georij / ain Mass oder Kopfpiers über ainen Pfenning Müncher Werung / unnd von Sant Jörgentag / bis auff Michaelis / die mass über zwen Pfenning derselben Werung / unnd derennden der Kopf ist / über drey Haller / bey nachgesetzter Pene / nicht gegeben noch außgeschennckht sol werden. Wo auch ainer nit Merzen / sonder annder Pier prawen / oder sonnst haben würde / sol Er doch das / kains wegs höher / dann die maß umb ainen Pfenning schennckhen / und verkauffen. Wir wöllen auch sonnderlichen / das füran allenthalben in unsern Stetten / Märckthen / unnd auf dem Lannde / zu kainem Pier / merer Stuckh / dann allain Gersten / Hopffen / und Wasser / genomen unnd gepraucht sölle werden. Welher aber dise unnsere Ordnung wissentlich überfaren unnd nit hallten würde / dem sol von seiner Gerichtzöbrigkait / dasselbig vas Pier / zuestraff unnachläßlich / so offt es geschicht / genomen werden. Jedoch wo ain Geüwirt von ainem Pierprewen in unnsern Stettn / Märckten / oder aufm Lande / yezuezeyten ainen Emer Piers / zwen oder drey / kauffen / und wider unntter den gemainen Pawzsuolck ausschennckhen würde / demselbenn allain / aber sonnst nyemandts / sol die mass / oder der kopff piers / umb ainen haller höher dann oben gesetzt ist / zegeben / unnd außzeschennckhen erlaubt unnd unuerpotten sein.“

„Wir verordnen, setzen und wollen mit dem Rat unserer Landschaft, dass forthin überall im Fürstentum Bayern sowohl auf dem Lande wie auch in unseren Städten und Märkten, die keine besondere Ordnung dafür haben, von Michaeli (29. September) bis Georgi (23. April) eine Maß (bayerische, entspricht 1,069 Liter) oder ein Kopf (halbkugelförmiges Geschirr für Flüssigkeiten – nicht ganz eine Maß) Bier für nicht mehr als einen Pfennig Münchener Währung und von Georgi bis Michaeli die Maß für nicht mehr als zwei Pfennig derselben Währung, der Kopf für nicht mehr als drei Heller (gewöhnlich ein halber Pfennig) bei Androhung unten angeführter Strafe gegeben und ausgeschenkt werden soll. Wo aber einer nicht Märzen sondern anderes Bier brauen oder sonstwie haben würde, soll er es keineswegs höher als um einen Pfennig die Maß ausschenken und verkaufen. Ganz besonders wollen wir, dass forthin allenthalben in unseren Städten, Märkten und auf dem Lande zu keinem Bier mehr Stücke als allein Gerste, Hopfen und Wasser verwendet und gebraucht werden sollen.

Wer diese unsere Anordnung wissentlich übertritt und nicht einhält, dem soll von seiner Gerichtsobrigkeit zur Strafe dieses Fass Bier, so oft es vorkommt, unnachsichtlich weggenommen werden. Wo jedoch ein Gäuwirt von einem Bierbräu in unseren Städten, Märkten oder auf dem Lande einen, zwei oder drei Eimer (enthält etwa 64 Liter) Bier kauft und wieder ausschenkt an das gemeine Bauernvolk, soll ihm allein und sonst niemand erlaubt und unverboten sein, die Maß oder den Kopf Bier um einen Heller teurer als oben vorgeschrieben ist, zu geben und auszuschenken. Auch soll uns als Landesfürsten vorbehalten sein, für den Fall, dass aus Mangel und Verteuerung des Getreides starke Beschwernis entstünde, nachdem die Jahrgänge auch die Gegend und die Reifezeiten in unserem Land verschieden sind, zum allgemeinen Nutzen Einschränkungen zu verordnen, wie solches am Schluss über den Fürkauf ausführlich ausgedrückt und gesetzt ist.“

Die Brauvorschriften waren eine Reaktion auf zahlreiche Klagen über schlechtes Bier. Dabei waren die obrigkeitlichen Bierpreisfestlegungen selbst ein wesentlicher Grund für Bierfälschungen. Um ihren Gewinn trotz steigender Rohstoffpreise und unterschiedlicher regionaler Bedingungen zu sichern, reagierten viele Brauer mit einer schlechteren Qualität.
Ein weiterer Grund für den Erlass war die Sicherstellung der Lebensmittelversorgung: Der wertvollere Weizen oder Roggen war den Bäckern vorbehalten. Der Lebensmittelchemiker Udo Pollmer sieht einen weiteren Grund darin, den beruhigenden und zugleich konservierenden Hopfen zum Brauen zu verwenden und andere berauschende Zutaten, etwa Sumpfporst oder Schwarzes Bilsenkraut, zu verbieten. Der Ethnopharmakologe Christian Rätsch sieht im bayerischen Reinheitsgebot auch ein frühes Drogengesetz: Es bestehe der Verdacht, dass vor allem der Gebrauch heidnischer Ritualpflanzen unterdrückt werden sollte. So sind Bilsenkraut, Sumpfporst, Tollkirschen, Schlafmohn, Muskatnuss oder Wermut als psychoaktive Bierzusätze im mittelalterlichen Deutschland belegt.
Laut der Soziologin Eva Barlösius reagierte die bayerische Verordnung nicht auf gesundheitliche Bedenken, wie oft argumentiert würde, sondern sollte den ansässigen Brauereien Wettbewerbsvorteile verschaffen, weil im Rheinland und in Norddeutschland zu dieser Zeit noch vorwiegend Gagel und andere Grut-Kräuter dem Bier beigesetzt wurden, die in Bayern nicht wuchsen.
Zur Hefe finden sich keine Angaben. Als Grund dafür wird häufig angenommen, dass die Existenz derartiger Mikroorganismen schlicht noch unbekannt war. Dies stimmt nur insofern, als die genaue Wirkungsweise der Hefe bei der alkoholischen Gärung unbekannt war. Hefe an sich war bekannt, Brauer gaben die Hefe des letzten Gärvorgangs der neu zu vergärenden Anstellwürze zu. Ein Hefner, im mittelalterlichen Brauwesen ein eigenständiger Beruf, pflegte und vermehrte die Hefe über Braupausen hinweg. Im Münchner Bäcker- und Brauerstreit war es bereits 1481 darum gegangen, ob die Bäcker den Brauern deren bei der Gärung gebildete Überschusshefe nach altem Brauch abkaufen müssen.
Die weitverbreitete Behauptung, das „bayerische Reinheitsgebot“ sei das älteste Lebensmittelgesetz der Welt, ist eine Marketingaussage der Bayerischen Brauereiwirtschaft. So enthält der Codex Hammurapi aus dem 18. Jahrhundert v. Chr. in den Paragrafen 108–111 Anweisungen, wie mit Personen, die Bier ausschenken, verfahren werden soll. Jedoch wird nicht erwähnt, woraus Bier zu brauen ist.
Entgegen der weit verbreiteten Auffassung einer Kontinuität des Reinheitsgebots bestand die in der bayerischen Landesordnung von 1516 erlassene Brauvorschrift nur kurz. Bereits ein herzoglicher Erlass von 1551 erlaubte Koriander und Lorbeer als weitere Zutaten bayerischer Biere und verbot dagegen ausdrücklich die Verwendung von Bilsenkraut und Seidelbast. Die bayerische Landesverordnung von 1616 ließ zudem Salz, Wacholder und Kümmel zur Bierproduktion zu.
Im Jahre 1548 erhielt der Freiherr von Degenberg das Privileg, nördlich der Donau Weizenbier zu brauen, obwohl Weizen gemäß der bayerischen Landesordnung von 1516 zum Bierbrauen nicht zulässig war. Als 1602 das Geschlecht der Freiherren von Degenberg ausstarb, fiel das Privileg zum Weizenbierbrauen an den Herzog Maximilian I. zurück, woraufhin dieser mehrere Weizenbierbrauhäuser errichtete (→Weizenbier#Bayerisches Weizenbier).

## Heutige Rechtslage
Erst im Verlauf des 19. Jahrhunderts wurde das Verbot, zur Bierherstellung andere Zutaten als Gerstenmalz und Hopfen zu verwenden, in Bayern wieder gesetzlich verankert, zum Beispiel im Landtagsabschied vom 10. November 1861, in der Aufhebung des Biertarifs vom 19. Mai 1865 und im Malzaufschlagsgesetz aus dem Jahr 1868.
Nach der Gründung des Deutschen Kaiserreichs 1871 blieb die Gesetzeslage in den deutschen Staaten uneinheitlich. Das Brausteuergesetz vom 3. Juni 1906 regelte für das Gebiet der norddeutschen Brausteuergemeinschaft die Bierbereitung. Für untergäriges Bier waren Gerstenmalz, Hopfen, Hefe und Wasser als Zutaten zugelassen. Für obergäriges Bier waren auch andere Malzsorten, Rohr-, Rüben-, Invert-, Stärkezucker und daraus hergestellte Farbstoffe, sowie Süßstoffe für obergärige Einfachbiere erlaubt. Ausgenommen von diesen Regelungen war das Haus- und Hobbybrauen, bei dem Bier nur in geringen Mengen hergestellt wird.
Das Biersteuergesetz (BierStG) vom 9. Juli 1923 übernahm die Regelungen von 1906. Außerdem konnten Ausnahmen für die Bereitung besonderer Biere und für Biere, die zum Export bestimmt waren, gestattet werden. Diese Ausnahmeregelungen galten jedoch nicht für süddeutsche Brauereien in Bayern, Baden und Württemberg. Auch durften süddeutsche Brauereien Zucker und aus Zucker hergestellte Farbmittel nicht zur Bereitung obergärigen Bieres verwenden.
Nach dem Zweiten Weltkrieg waren in der Bizone – mit Ausnahme von Bayern – eine Zeit lang weitere Zusatzstoffe wie Kartoffelflocken, Zuckerrübenschnitzel, Hirse oder Zucker zugelassen.
In der DDR regelte die TGL 7764 bis zur Wiedervereinigung am 3. Oktober 1990, welche Zusatzstoffe zum Brauen zugelassen waren. Zugelassen waren neben Wasser, Hopfen und Malz auch Gerstenrohfrucht, Reisgrieß, Maisgrieß, Zucker, Stärkecouleur, Natriumsaccharin, Pepsinkonzentrat, Milchsäure, Salz, Tannin, Kieselgelpräparate und Ascorbinsäure.
In der Bundesrepublik Deutschland wurden mit dem Biersteuergesetz vom 14. März 1952 (BGBl. I S. 149) die Regelungen des Biersteuergesetzes von 1923 neu gefasst. In Bayern galt dagegen weiterhin das „absolute Reinheitsgebot“, wonach die Verwendung von Zucker und von aus Zucker hergestellten Farbmitteln sowie von Süßstoff bei der Bereitung obergärigen Biers ausgeschlossen wurde.
Auf Grund einer Klage der EWG-Kommission 1984 entschied der Europäische Gerichtshof am 12. März 1987, dass das Verbot, ausländische Biere, die nicht nach den deutschen Regeln hergestellt wurden, in Deutschland unter der Bezeichnung „Bier“ zu verkaufen, gegen die Warenverkehrsfreiheit des EWG-Vertrages verstößt (EuGH, Rs. 178/84, Slg. 1987, 1227). Die Beschränkung der Bezeichnung „Bier“ auf Produkte, die dem deutschen Reinheitsgebot entsprachen, war nicht durch zwingende Erfordernisse des Verbraucherschutzes gerechtfertigt, weil dafür Kennzeichnungsregelungen ausreichend sind. Darüber hinaus war das absolute Verkehrsverbot für Biere mit Zusatzstoffen ungerechtfertigt, weil es unverhältnismäßig und auch nicht nach Art. 36 EWGV (ex. Art. 30 EGV, heute: Artikel 36 AEUV zwingende Gründe des Gemeinwohls) gerechtfertigt war.
Mit der Neufassung des Biersteuergesetz (BierStG) 1993 wurden die Regelungen des alten BierStG zur Bierherstellung und zum „Reinheitsgebot“ als sogenanntes Vorläufiges Biergesetz (VorlBierG) beibehalten und die einschlägigen steuerlichen Bestimmungen übernommen. Erlaubt wurde zudem die Verwendung von Hopfenextrakten sowie die Schönung des Bieres mit Hilfe von Polyvinylpolypyrrolidon. In § 3 der Zusatzstoff-Zulassungsverordnung von 1998 war die Zugabe von Farbstoffen verboten, wenn das Bier unter der Bezeichnung „nach deutschem Reinheitsgebot gebraut“ gekennzeichnet wurde. Aktuell regelt § 3 Lebensmittelzusatzstoff-Durchführungsverordnung diese oder gleichsinnige Angaben.
Das Gesetz wurde 2005 durch Art. 7 Nr. 1 des Gesetzes zur Neuordnung des Lebensmittel- und des Futtermittelrechts (BGBl. 2005 I Nr. 55) aufgehoben. Die Vorschriften über die Bereitung von Bier sind gemäß § 1 Absatz 1 Nr. 2 des Gesetzes über den Übergang auf das neue Lebensmittel- und Futtermittelrecht weiterhin anzuwenden. Gültig ist ferner die Durchführungsverordnung zum Vorläufigen Biergesetz, welche Definitionen der Bierzutaten enthält.
Was als Bier bezeichnet werden darf, regelt die Bierverordnung von 2005. Demnach ist die Einhaltung der im Vorläufigen Biergesetz normierten Herstellungsvorschriften maßgeblich. Besonders strenge Vorschriften gelten nur noch für die untergärige Bierherstellung in Deutschland für den deutschen Markt. Hersteller von importiertem Bier sind aufgrund des nach dem Urteil des Europäischen Gerichtshofes von 1987 angepassten deutschen Rechts nicht an diese Vorschriften gebunden; auch deutsche Brauereien können davon abweichen, wenn sie untergäriges Bier für den Export produzieren, oder für „besondere Biere“ eine Ausnahmegenehmigung erhalten.
Was als Bier besteuert wird, regelt § 1 BierStG in Verbindung mit der europäischen Verordnung (EWG) Nr. 2658/87.